# 크레이그 매클라클런
크레이그 매클라클런(영어: Craig McLachlan, 1965년 9월 1일 ~ )은 오스트레일리아의 배우, 가수이다.

## 영화
- 새비지 크로싱 (2009년) - 모리 역
- 헤이팅 앨리슨 애슐리 (2005년)
- 그레이트 레이드 (2005년) - 2nd Lt. 릴리 역
- 파이어스톰 2 (2002년)
- 인빈서블 (2001년)
- 커비하우스 (2001년)
- 더 그레이트 (1995년)
- 홈 앤 어웨이 (1988년) - 그랜트 밋첼 역